# Сименс-Шукерт D.I
Сименс-Шукерт  скраћени назив SSW D.I је ловачки авион направљен у Немачкој. Авион је први пут полетео 1916. године. 

## Пројектовање и развој
Захваљујићи ловачким монопланима Фокер и Пфалц немачко ваздухопловство је све до 1916. године суверено владало небом изнад западног фронта. Појава нових француских ловаца Нијепор 11, 1916. године и његових унапређених наследника Нијепор N.16 и N.17 на западном фронту, изазвала је озбиљну забринутост у немачкој ваздухопловној команди. Непријатељске летелице биле су у сваком погледу супериорније од најбољих немачких ловаца. Због тога је немачка команда наложила немачким произвођачима авиона да направе боље ловце од N.11. Као одговор на то, инжењери компаније Сиеменс-Сцхуцкерт Веркe (Siemens-Schuckert Werke) (скраћено SSW) нису смислили ништа боље од пуког копирања француског авиона, опремивши га снажнијим мотором сопствене производње Siemens-Halske Sh.I  снаге 110 KS (80 kW) и направивши неколико малих готово козметичких измена. Идеја је била Француска а материјал, мотор, наоружање и производња су били немачки.
Тестирања су показала да је авион који је добио назив Сименс-Шукерт D.I (нем. Siemens-Schuckert D.I) бољи и од Нијепор N.11 и Нијепор N.16 на основу резултата тестова Сименс је добио 25. новембра 1916. године прву поруџбину од 150 ових авиона. Паралелно са производњом ових авиона интензивно се радило на новим конструкцијама авиона тако да је направљено око 6 прототипова авиона који су носили ознаку D.II.
Укупно је произведено 95 авиона овог типа у периоду 1916/17. године а производио се у две Сименсове фабрике у Берлину и Нирнбергу.  Марта месеца 1917. године авиони Сименс-Шукерт D.I је повучен са прве линије фронта и пребачен у школе за обуку пилота. Наследио га је авион Сименс-Шукерт D.III.

## Наоружање
| Наоружање авиона: Сименс-Шукерт |                        |
| Ватрено (стрељачко) наоружање   |                        |
| Топ                             |                        |
| Митраљез                        |                        |
| Број и ознака митраљеза         | 1 или 2 х ЛМГ 08/15 () |
| Број метака                     | 500                    |
| Калибар                         | 7,92                   |
| Бомбардерско наоружање (бомбе)  |                        |
| Ракетно наоружање (ракете)      |                        |

## Земље које су користиле овај авион
- Немачко царство